# Kenneth Copeland
Kenneth Copeland, född 6 december 1936 i Lubbock, Texas, är en amerikansk förkunnare och TV-evangelist för framgångsteologin.

## Biografi
Före sin omvändelse var Copeland en känd popsångare, med bland annat låten "Pledge of Love" som låg på Billboards top-100-lista flera veckor 1957.
Hösten 1967 arbetade han vid Oral Roberts university som chaufför och pilot för den amerikanska TV-evangelisten Oral Roberts. Samma år grundade han Kenneth Copeland Ministries (KCM) tillsammans med sin tredje fru Gloria. Verksamheten är förlagd i Fort Worth, Texas.
Verksamheten har bland annat uppmärksammats för sitt innehav av flera exklusiva flygplan, till exempel ett Gulfstream V som inköptes 2018 för ett ej offentliggjort pris men enligt bedömare minst 6 miljoner dollar. Copeland framförde till understödjare och donatorer att ytterligare 19,5 miljoner dollar behövdes för  att säkra planets drift, varav 17 miljoner för att komplettera och bygga ut planets hangar och startbana, samt ytterligare 2,5 miljoner dollar för modernisering av planet. Copelands lyxvilla utanför Fort Worth är skattebefriad eftersom den räknas som prästbostad och i anslutning till villan ligger en privat flygplats.
I en intervju 2019 hävdade Copeland att rörelsens verksamhet fört 122 miljoner människor till kristen tro.
Copeland har under coronapandemin uttalat sig mot vaccinering. Han har jämfört kravet på att vid flygresor visa upp vaccinbevis med "vilddjurets märke", en anspelning på Uppenbarelseboken 13:16 och berättelsen om Antikrist som ska uppträda i den yttersta tiden, där "ingen får vare sig köpa eller sälja något, utom den som är märkt med vilddjurets namn eller dess namns tal".

### På svenska
- 1985 –  Överflödets lagar. Uppsala: Livets ord. Libris 7669643. ISBN 91-7866-010-6
- 1988 –  Guds kärleks kraftfält. Översättning: Grape Marie Johansson. Uppsala: Livets ord. Libris 7669710. ISBN 91-7866-087-4